# Zoothamnium niveum
Zoothamnium niveum ist eine Art der einzelligen Wimpertierchen. Die Art bildet federförmige Kolonien in flachen Meeresregionen. Sie lebt in Symbiose mit schwefeloxidierenden Bakterien der Art Candidatus Thiobios zoothamnicoli, welche die gesamte Oberfläche der Kolonie bedecken und ihr eine auffallend weiße Färbung geben.

## Merkmale
Die blendend weißen fiederförmigen Kolonien bestehen aus einzelnen verkehrt glockenförmig gebauten Zellen (Zooiden). Von einem zentralen Stiel verzweigen abwechselnd die Stiele der Einzelindividuen. Aus Hunderten einzelner Zooide mit einer Länge von nur 120 Mikrometern entsteht dadurch eine Kolonie von bis zu 15 mm Höhe.  Mit Hilfe eines zentralen Myonems, das sich durch die Stiele der gesamten Kolonie zieht kann sich diese blitzartig zu einem kugeligen Büschel zusammenziehen. 
Ihre weiße Färbung stammt von chemoautolithotrophen Schwefelbakterien, die als Überzug die gesamte  Zoothamnium-Kolonie bedecken. Bei anderen Zoothamnium-Arten ist nur der Besatz der Stiele mit Bakterien bekannt. Die Bakterien enthalten elementaren Schwefel, der ihnen die weiße Farbe verleiht. Ohne den Bakterienbesatz ist Zoothamnium niveum farblos.
Die kontraktile Vakuole sorgt wie bei anderen Wimpertierchen für den Salzaustausch und damit für das Überleben innerhalb der Salzkonzentrationen des Meeres- und Brackwassers. Sie liegt bei Zoothamnium niveum knapp unterhalb der Lippenbildung des Peristoms. 

### Polymorphismus
Typische Wimperntierchen (Ciliaten) sind normalerweise Organismen, die als Einzelzellen im Wasser leben und alle Lebensfunktionen wie Ernährung, Stoffwechsel und Vermehrung bewerkstelligen. Kolonien von Zoothamnium niveum bestehen jedoch aus vielen Hundert bis Tausenden Einzelzellen, welche zusammen einen komplexen Organismus bilden. Dieser wird in seiner Gesamtheit als "Riesenziliat" bezeichnet.
Auf älteren Zweigen der Kolonien ist unter dem Mikroskop ein Polymorphismus der Zooide feststellbar. Drei verschiedene Formen der Einzelzellen unterscheiden sich in Bau und Funktion. Es gibt größere Makrozooide, die sich zu Schwärmern umwandeln und von der Kolonie ablösen können. Sie setzen sich an geeigneten Standorten fest und bilden neue Kolonien. Die Mikrozooide sind kleinere Fresszellen, die die Kolonien durch die Aufnahme der symbiontischen Bakterien und anderer herbeigestrudelter Partikel ernähren. Am terminalen Ende der Kolonie sitzen spezielle Zooide, die durch Längsteilung der Zelle für die ungeschlechtliche Vermehrung der Kolonie sorgen.
Auch bei den Bakterien zeigt sich ein Dimorphismus. An den Stielen haben sie Stäbchenform, in der Nähe der bewimperten Mundscheibe der Mikrozooide haben sie eine kugelige (coccoidale) Form. Dazwischen gibt es Übergangsformen.

## Verbreitung  und Lebensraum
Die sessilen Kolonien von Zoothamnium niveum wurden zuerst aus Flachwasserzonen des Roten Meeres beschrieben. Später wurden sie auch vor den Florida Keys im Golf von Mexiko und am Barriere-Riff vor Belize in der Karibik gefunden.
Zoothamnium niveum-Kolonien siedeln sich in Gruppen in sulfidhaltigem Milieu an. Schwefelwasserstoff, Sulfide und verwandte schwefelhaltige Zwischenprodukte wie Thiosulfat bilden sich als Verwesungsprodukte organischen Materials. Pflanzenteile wie die abgerissenen  Blätter von Poseidonia oceanica in Seegraswiesen im Mittelmeer sammeln sich in Mulden oder unter Felsvorsprüngen an und verrotten. In den Mangrovensümpfen in der Karibik kann organisches Material unter Freisetzung von Schwefelwasserstoff zu Torf verarbeitet werden. Es gibt auch natürliche Austrittsstellen von Schwefelwasserstoff unter bestimmten geologischen Bedingungen wie an den unterseeischen Hydrothermalquellen z. B. vor den Kanarischen Inseln. 

### Ökologische Bedingungen
An Austrittsstellen von Schwefelwasserstoff, in deren Nähe sich Kolonien von Zoothamnium niveum ansiedeln, herrschen extreme ökologische Bedingungen. Da es unter den Mangrovenwurzeln und Seegras-Depots unter Felsen wenig Strömung gibt, ist die Umgebung dieser Verwesungsdepots sehr sauerstoffarm und sulfidreich. In dieser Hinsicht ähneln sie den Bedingungen an hydrothermalen Quellen in der Tiefsee, den schwarzen Rauchern. Allerdings stehen im Flachwasser gleichmäßige Temperaturen von 28 °C in der Karibik und 21 °C bis 25 °C im Sommer im Mittelmeer zur Verfügung, während an den vulkanischen Schloten der Tiefsee Temperaturunterschiede zwischen über 300 °C und 2 °C auftreten. Die Zoothamnium-Kolonien siedeln sich nicht direkt auf der Oberfläche der verwesenden Stoffe an, sondern sitzen in der Nähe auf überhängenden Felsen oder flotierenden Seegrasblättern und Tangen sowie auf Mangrovenwurzeln.

### Symbiose
Die symbiotische Leistung der Kolonien von Zoothamnium niveum für die sie bedeckenden Bakterien Candidatus Thiobios zoothamnicoli aus der Gruppe der Gammaproteobacteria besteht in der aktiven Förderung des Wechsel zwischen sauerstoffreicherem und sulfidreicherem Milieu. Dieser Wechsel kann durch das regelmäßige Zusammenziehen und Ausstrecken der Kolonien und durch die strudelnde Wimperntätigkeit im Bereich des Mundfeldes der Wimperntierchen gewährleistet werden.
Durch die schnelle Kontraktion und das langsame Ausstrecken der Kolonien entsteht eine Umströmung die einerseits sulfidreiches Wasser für die Ernährung der Bakterien, andererseits normal sauerstoffreiches Meerwasser für die Atmungsprozesse von Zoothamnium niveum zur Verfügung stellt. Durch die Wimperntätigkeit um die Mundscheibe von Zoothamnium kann diese Mischung zusätzlich reguliert werden. Bei einem zu niedrigen Angebot an Schwefelverbindungen nutzen die Bakterien zuerst den in ihren Zellen gespeicherten Schwefel. Sie werden aber bereits nach vier Stunden blass und durchscheinend, weil der Schwefelvorrat verbraucht ist. Umgekehrt kann ein zu hoher Sulfidgehalt durch seine Giftwirkung sowohl die Bakterien als auch die Zoothamnium niveum-Kolonie schädigen.
Durch die Optimierung des Gehalts von Sauerstoff und Schwefel im Wasser mit Hilfe des Zilienschlags haben die Bakterien am oralen Ende der Mikrozooide eine kugelige Form und damit ein größeres Volumen sowie eine höhere Teilungsrate als die stäbchenförmigen Bakterien derselben Art Candidatus Thiobios zoothamnicoli auf den Stielen. So können die Bakterien im Bereich des Mundfelds als Nahrungsquelle dienen und werden in das Cytostom gestrudelt und verdaut.